# Hôtel de ville de Rotterdam
L'hôtel de ville de Rotterdam est construit entre 1914 et 1920, d'après un plan d'Henri Evers, dans l'arrondissement Rotterdam-Centre. Il est l'un des rares bâtiments du centre de Rotterdam épargné par le bombardement du 14 mai 1940.

## Histoire

### Auberge
Pendant le premier siècle de l'existence officielle de l'administration de la ville, une auberge suffit aux réunions des hommes chargés de l'administration de la ville. À la fin du XVe siècle, les administrateurs de la ville de Rotterdam accueillent le comte de Hollande, Philippe le Bon (Philips de Schone, en néerlandais) et lui offrent les clefs de la ville. L'auberge De Spiegel, située sur le Middeldam, devient son lieu de résidence lorsqu'il vient visiter la ville.   

### Gasthuis de la Hoogstraat
À partir de 1428, sous Philippe le Bon, l'administration de la ville s’agrandit. Des chambres supplémentaires sont louées dans la maison d'hôtes (Gasthuis) de la rue Hoogstraat. Ce bâtiment est utilisé également comme lieu d'audience, de ventes publiques et d'annonces officielles. À partir de 1547, la Gasthuis n'est plus utilisée que comme mairie de la ville. L'hôtel de ville va rester en place plusieurs siècles au même emplacement, faisant l'objet d'une grande reconstruction et d'agrandissements jusqu'à son remplacement sur l'avenue Coolsingel en 1920, à l'endroit qu'il occupe depuis lors. Il fait face, d'un côté à la rue Hoogstraat et de l'autre à la place du marché au fromage ou Kaasmarkt, où se trouve la maison des pesées.    
Le bâtiment est rénové en 1606. La partie sud de l'édifice est alors entièrement reconstruite. Puis, en 1607, la partie nord est totalement remanié. Il fait l'objet d'une autre rénovation majeure en 1789, puis d'une large extension en 1832.

Ancien Hôtel de ville
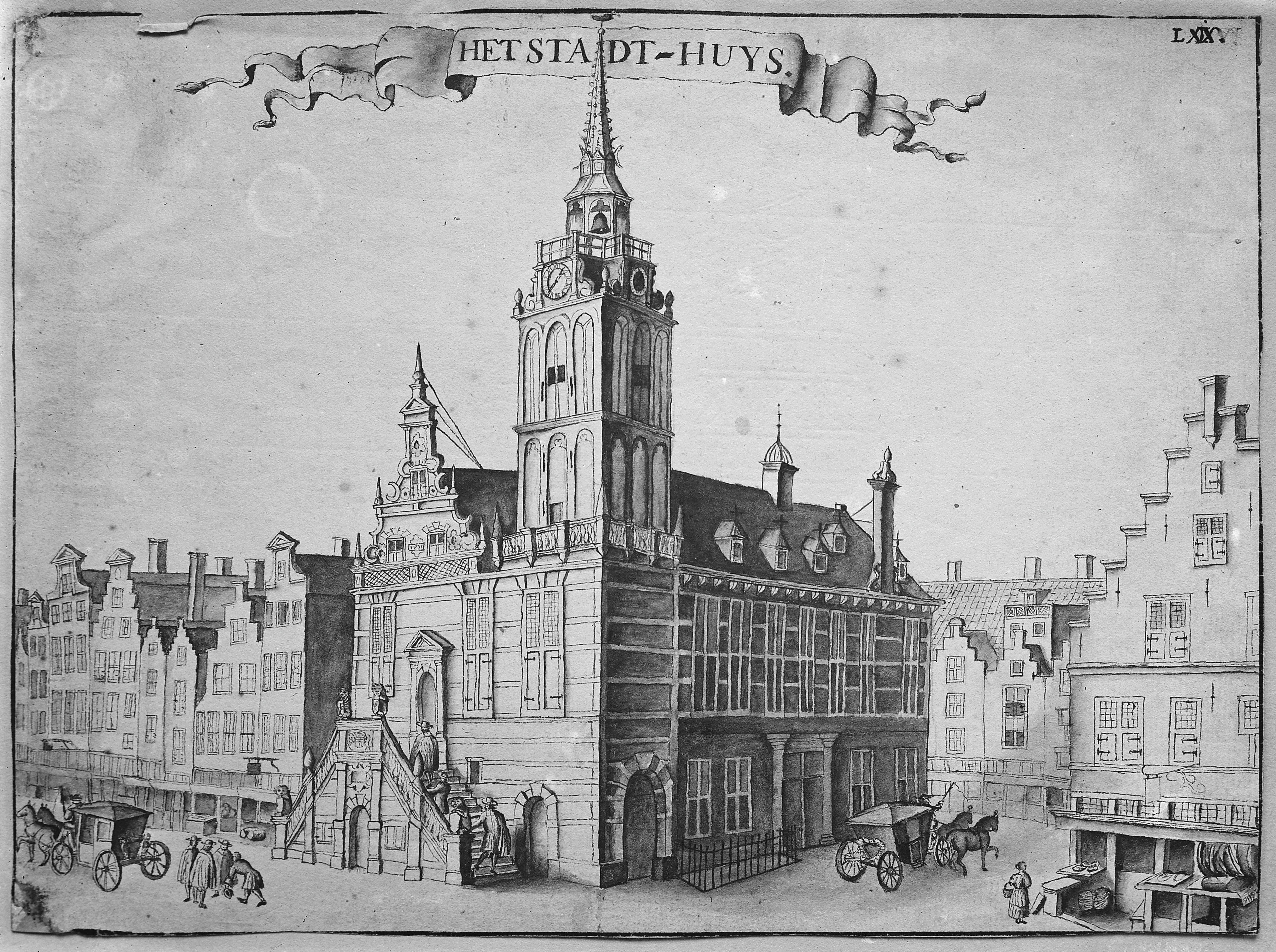
Dessin de l'ancien hôtel de ville, façade Hoogstraat.
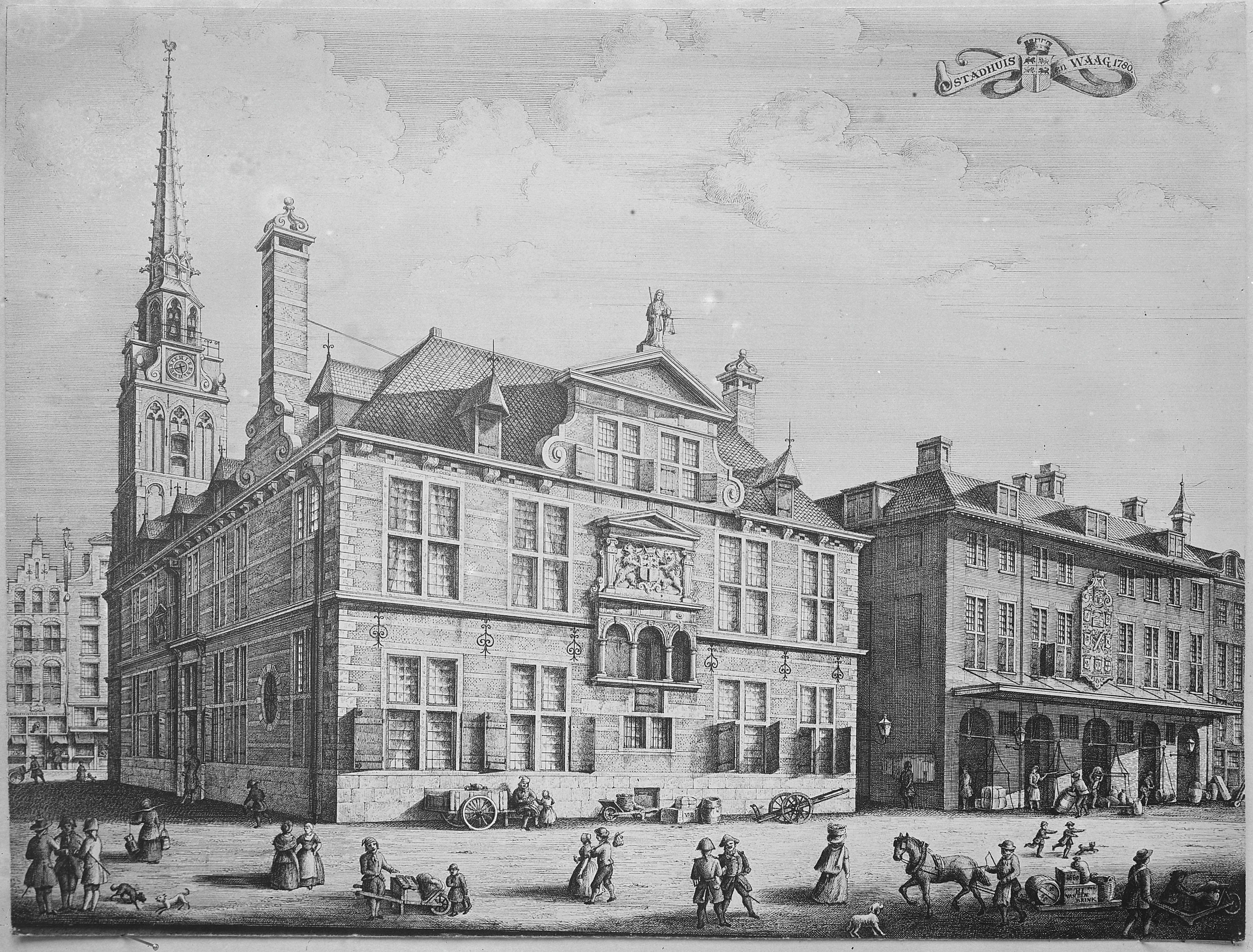
Ancien hôtel de ville de Rotterdam, construit en 1593-1594. À sa droite, le bâtiment pour les pesées commerciales bâti en 1704.
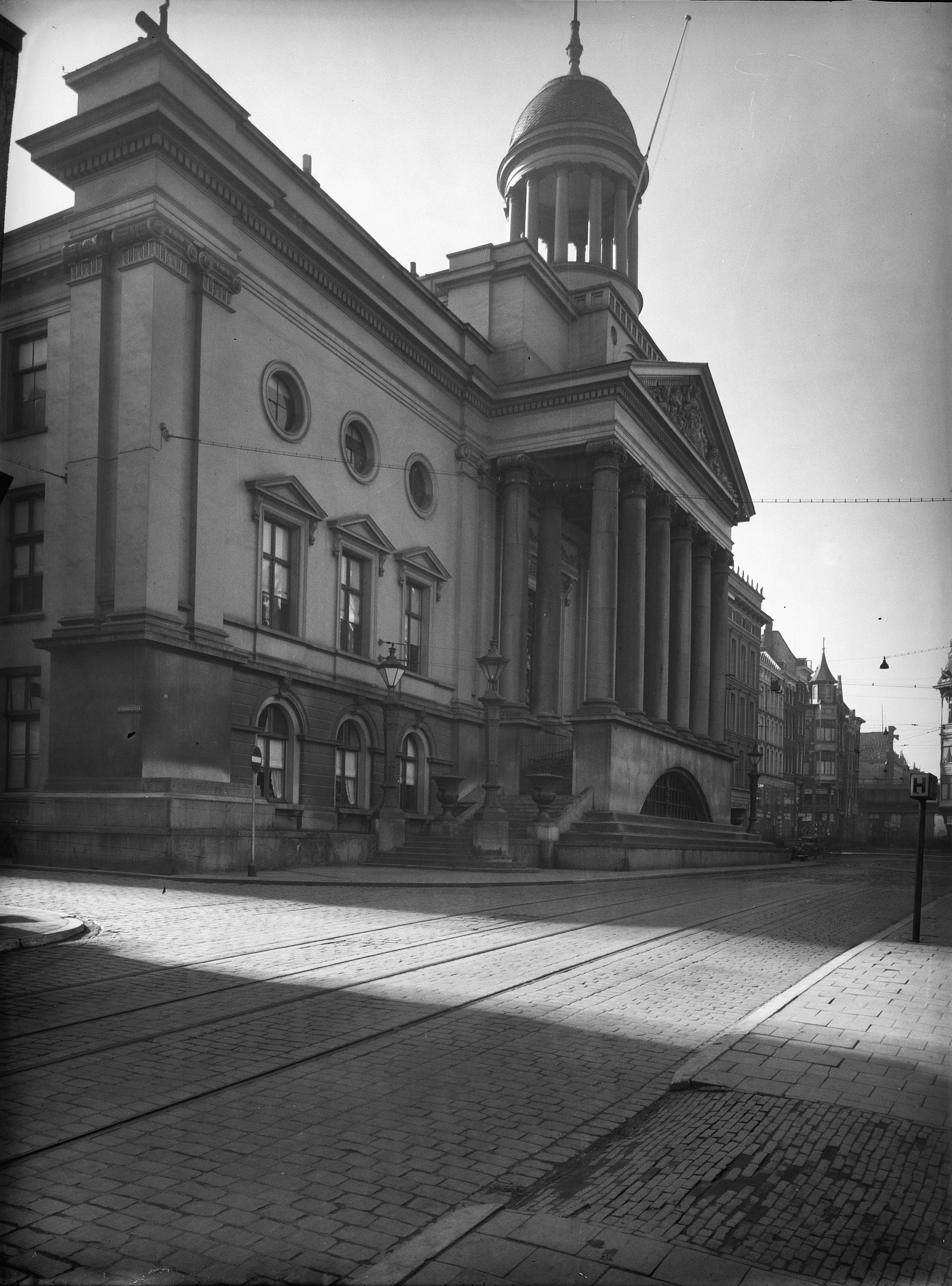
Hôtel de ville, façade du côté Kaasmarkt, photographie de 1938.

### Du quartier Zandstraat au boulevard Coolsingel
À la fin du XIXe siècle, le bâtiment ne correspond plus aux besoins qui accompagnent la croissance de la ville, alors que l'ouverture du Nieuwe Waterweg renforce l'importance internationale du port de Rotterdam. Certes, la Hoogstraat est une des plus vieilles rue de la ville et était une de ses rues les plus riches au XVe siècle, mais la ville s'est énormément agrandie et la rue Hoogstraat est devenue trop étroite et difficile d'accès.
Le maire A.R. Zimmerman voudrait que l'hôtel de ville soit situé sur un grand boulevard, reflétant la dimension internationale de sa ville. Sur ce boulevard se trouveraient également le bureau de poste principal et la bourse (Beurs-World Trade Center (en)). La décision de construire un nouvel édifice date de 1904. L'emplacement choisi est le quartier Zandstraat situé entre le Coolvest et le Delfstevaart. Surnommé le « Polder », le quartier a très mauvaise réputation car il regroupe de nombreuses maisons de prostitution, des bars et cabarets, attirant la criminalité. Près de 2 400 personnes y vivent dans la pauvreté. C'est l'occasion pour la ville d'assainir le quartier en le démolissant pour permettre la construction du boulevard Coolsingel et des grands édifices qui siégeront sur le Coolsingel,,. 
En 1911, Henri Evers propose un premier projet de plan. En 1913, il gagne le concours d'architecture décidé par la mairie, auquel participaient également des architectes renommés tels que K.P.C. Bazel, Willem Kromhout, Michiel Brinkman et W.F. Overeynder. 
Le coût de construction est estimé à 2,85 millions de florins. Le premier pilotis est planté le 12 août 1914. Le 1er septembre 1920, le bâtiment est officiellement inauguré.   
Le canal au milieu du Coolsingel est entièrement comblé. La place située devant l'entrée principale du bâtiment est nommée la Place de l'Hôtel de Ville ou (Stadhuisplein en néerlandais). Ainsi, le centre ville de Rotterdam se reforme autour de Coolsingel.    

## Architecture du bâtiment de Coolsingel
Le bâtiment, d'une longueur de 116 m sur une largeur de 86 m, a une superficie de 9 116 m2 et est construit autour d'une grande cour, flanquée de deux accès, sur la Stadhuisstraat et la Doelwater. Le projet d'Evers utilise des éléments de style Beaux-Arts, avec des influences byzantine et romane. L'ensemble de son architecture observe une dominante de type néo-Renaissance, associée à des styles néo-roman et néo-byzantin.  
Le bâtiment a une armature de béton. Les façades sont plaquées de grès au-dessus d'un socle en pierre bleue. 

### La tour

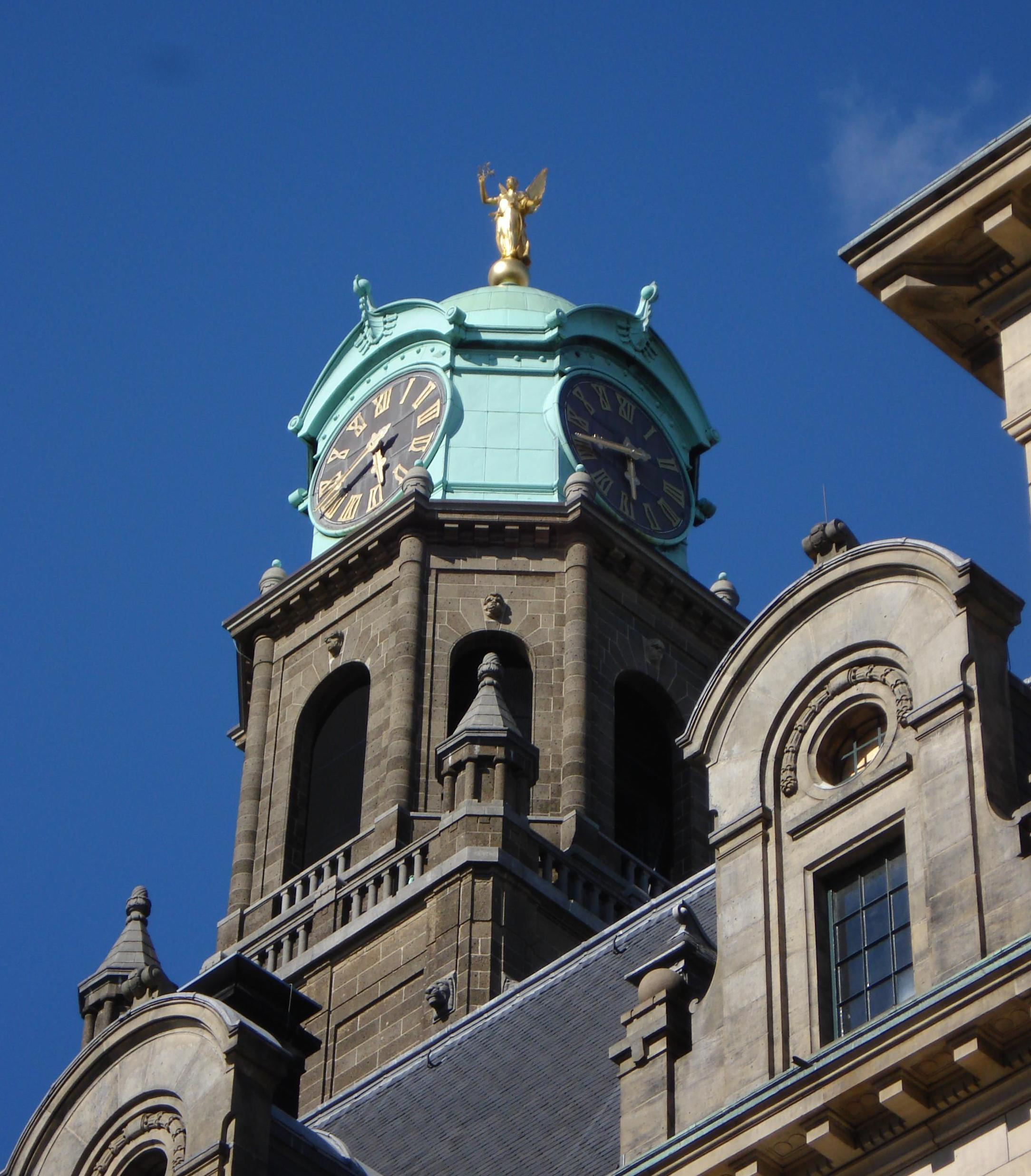
La tour et l'ange de la paix

Le clocher s'élève à 71,5 m au-dessus du hall central, lequel comporte la salle du conseil et la salle principale.  La statue d'un ange messager de la paix, en or, réalisée par le sculpteur Johan Keller, surplombe le clocher. Cette statue, de 3,5 m de haut orne le sommet du clocher depuis 1916. L'œuvre fait l'objet d'une importante restauration en 1979. 
Le beffroi de la tour comporte un carillon fabriqué en 1921 et restauré en 1996. Cet instrument dispose de 48 cloches dont le poids total s'élève à 27 tonnes. Le carillon est actionné deux fois par semaine.

### La façade

#### Médaillons
Onze médaillons, conçus par Lambertus Franciscus Edema van der Tuuk, ornent la façade. Sur les trois médaillons de gauche figurent les noms de trois vertus : Fortitudo (courage), Mutua Fides (confiance mutuelle) et Fraternitas (fraternité). Au centre figurent les effigies de trois personnalités rotterdamoises importantes sur le plan culturel : l'administrateur de la Compagnie des Indes, Johannes van der Veeken, le philosophe Érasme, et le peintre Pieter de Hooch. Ces médaillons sont encadrés des emblèmes Mercatura (commerce) et de l'Ars Scientia (Arts et sciences). Les médaillons sur le côté droit représentent deux hommes d'État de l'antiquité, le roi Salomon, réputé pour sa sagesse, et l'homme d'État, Périclès, symbole de la démocratie démocratique. L'inscription « Servi Legis Simus » (« l'imitation servile de la loi n'est pas judicieuse ») figure entre ces deux portraits.

#### Pignon à gradins
Un pignon à gradins surmonte la façade centrale. Cet élément d'architecture porte l'inscription : « S(enatus) P(opulus) Q(ue) R(oterodamus). Ædificari Cœptum A(nno) D(omini) MIMXIV. Perfectum Ao Di MIMXX » (« La municipalité et la population de Rotterdam. La construction a commencé en 1914, elle s'est achevée en 1920 »). Au-dessous de cette inscription, et située à la base du pignon à gradin, une statue figurant une vierge, et qui symbolise la ville, est incorporée au sein d'une niche.

### La Burgerzaal

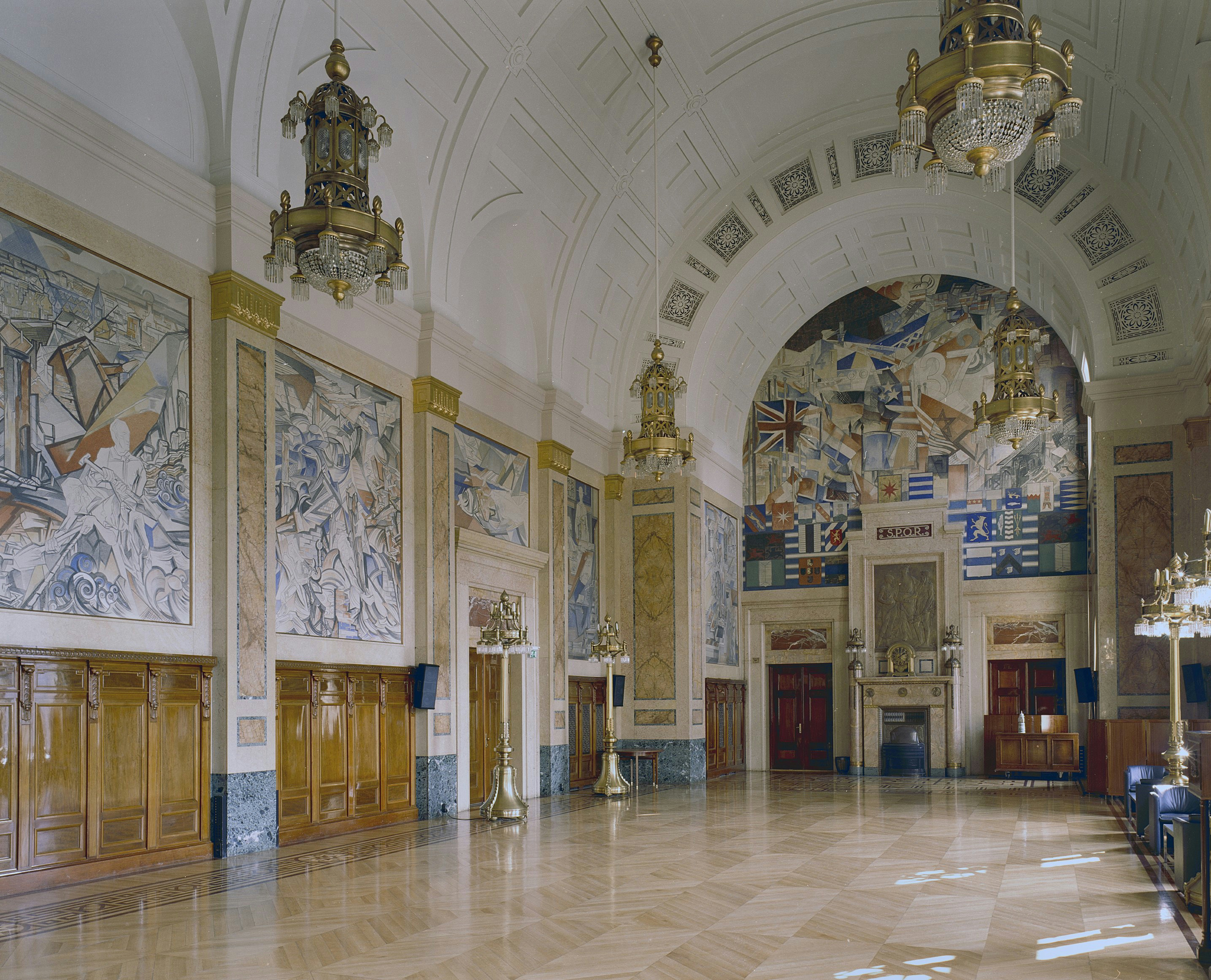
Peintures de Johan Thorn Prikker

Cette grande salle est située au premier étage. Elle dispose d'un large balcon qui donne sur la Coolsingel. La salle est utilisée pour des réceptions officielles, des cérémonies ou des manifestations culturelles. Ses peintures murales sont l’œuvre de l'artiste d'origine néerlandaise, Johan Thorn Prikker (1868-1932).

### Art
Un grand nombre d'artistes ont contribué à l'embellissement de l'hôtel de ville. Entre les images de la Tolérance et de l'Indépendance, sur le Coolsingel, figure la devise « In legibus libertas » (« les lois assurent la liberté »). Entre les statues de l'Attention et de la Vigilance, sur la Doelwaterzijde, figure la devise « Quid leges sine moribus et fides sine operibus » (« Que sont les lois sans la morale et qu'est la foi sans les œuvres ? »).
Sous la salle du maire, à droite du bâtiment, se trouve la statue de Johan van Oldenbarnevelt (1586-1619), grand pensionnaire de Rotterdam (1576-1586), fondateur de la Compagnie néerlandaise des Indes orientales en 1602, condamné à mort par Maurice de Nassau. La statue du célèbre avocat Hugo de Groot, grand pensionnaire de Rotterdam de 1513 à 1518, se dresse sur la façade d'angle de la mairie depuis 1970.
Les sculptures ornant la fontaine, située dans la cour intérieure, ont été conçues par Simon Miedema (1840-1934).

## Monument historique
Le bâtiment est classé au titre de monument historique depuis 2000,,.

## Timmerhuis
Depuis 2015, s'est ouvert derrière l'hôtel de ville de Coolsingel le bâtiment Timmerhuis. Le bâtiment accueille des bureaux de la mairie, ainsi que l'un des deux sites du Musée de Rotterdam et des appartements.

## Galerie

Hôtel de ville
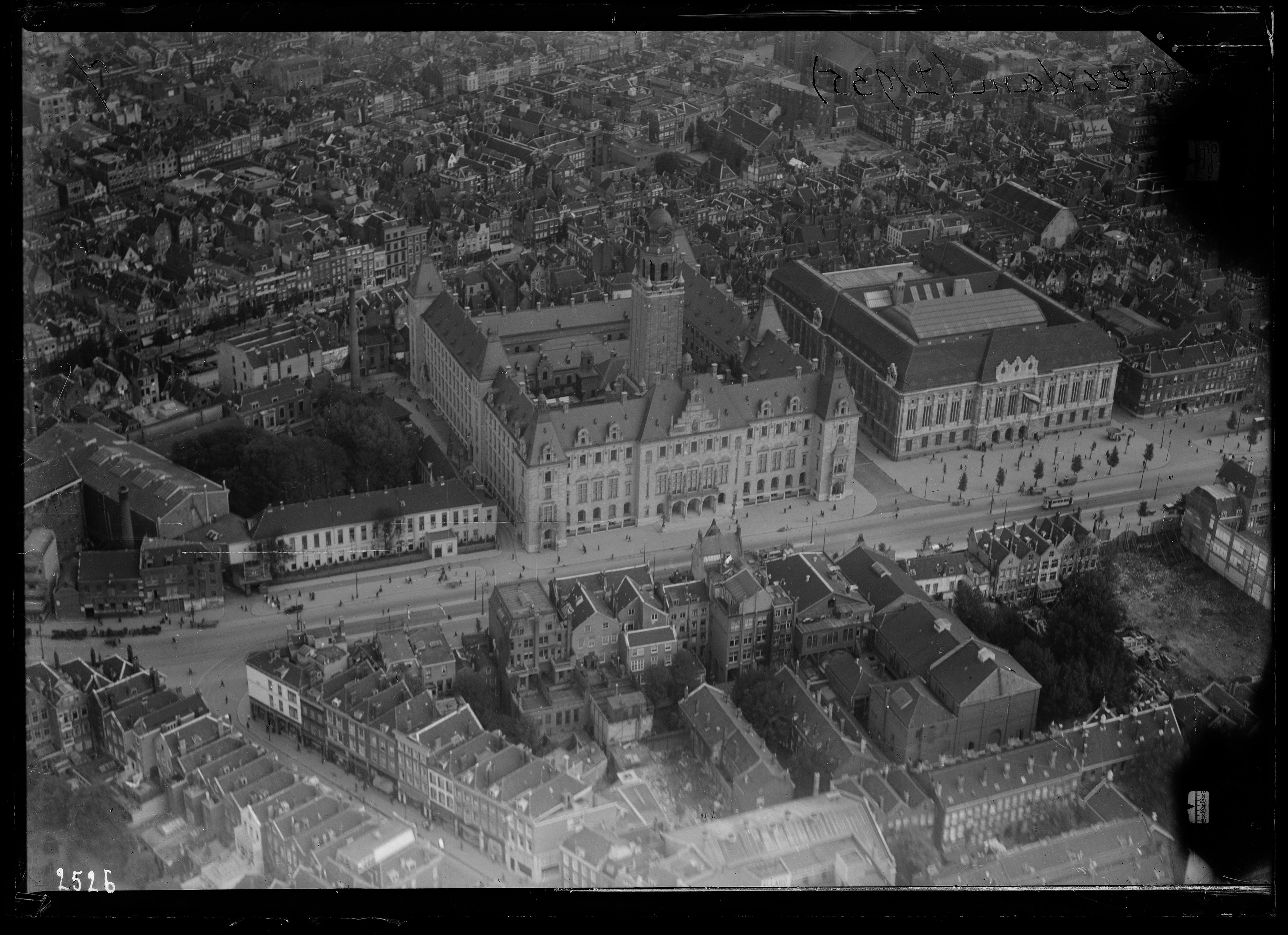
Photo aérienne avant 1940
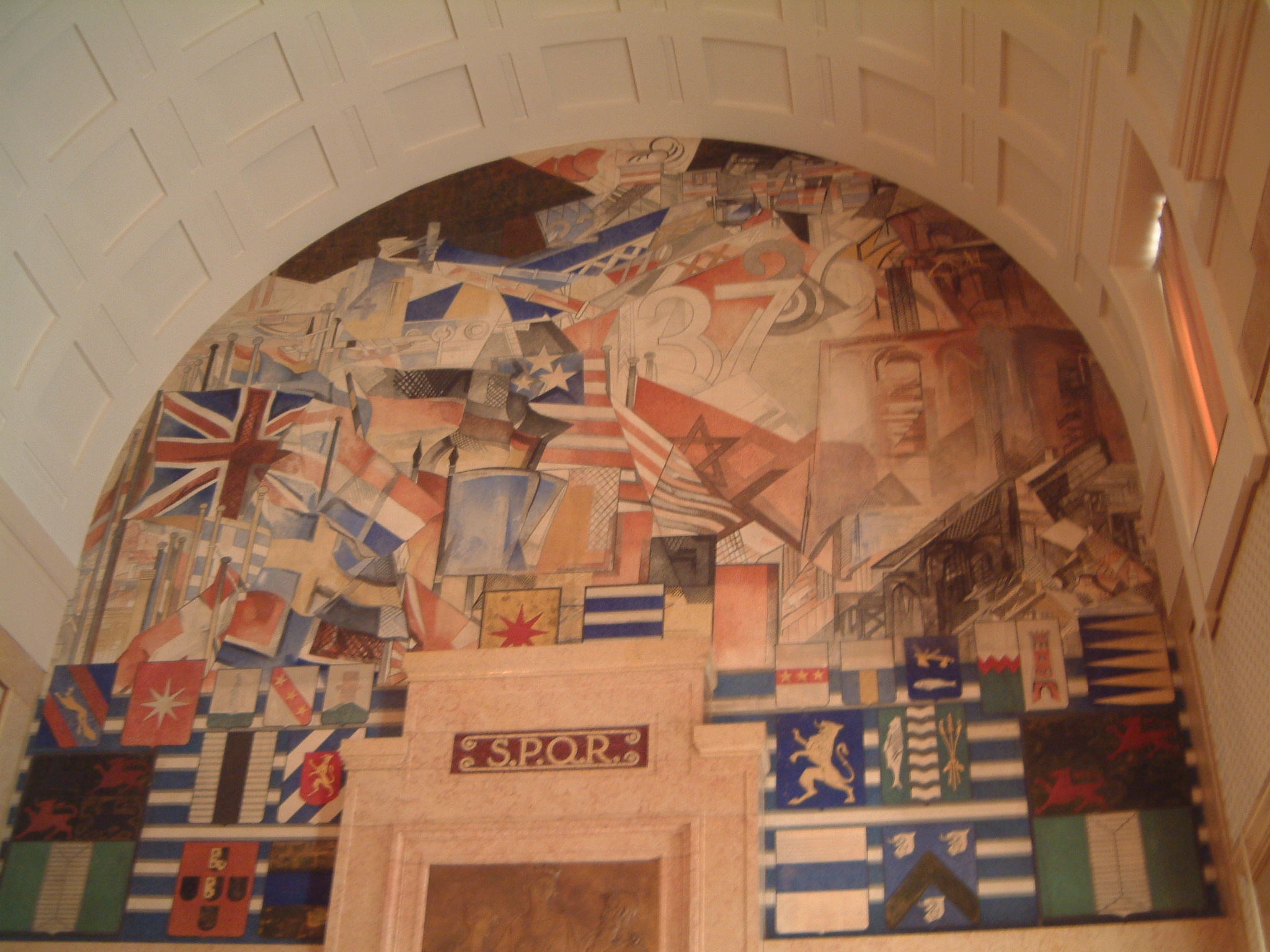
Fresque
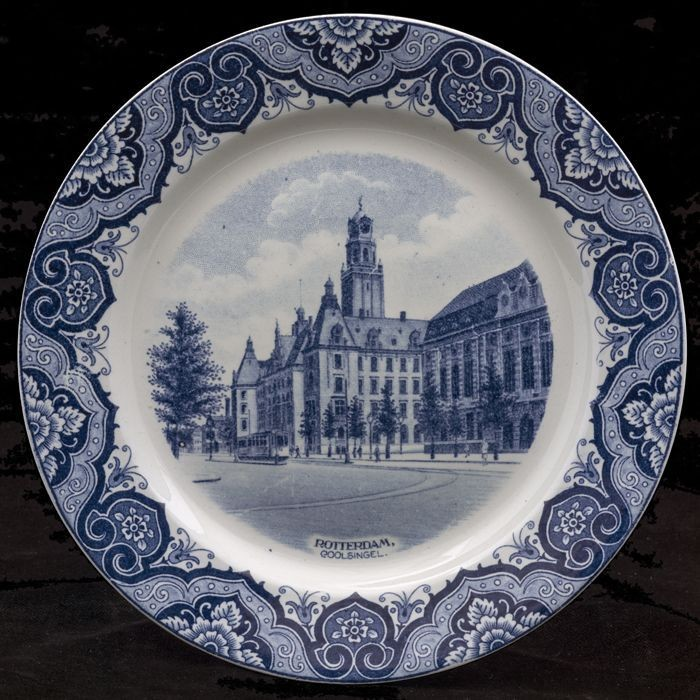
Assiette (1920-1940) où figurent l'hôtel de ville et l'ancienne poste centrale
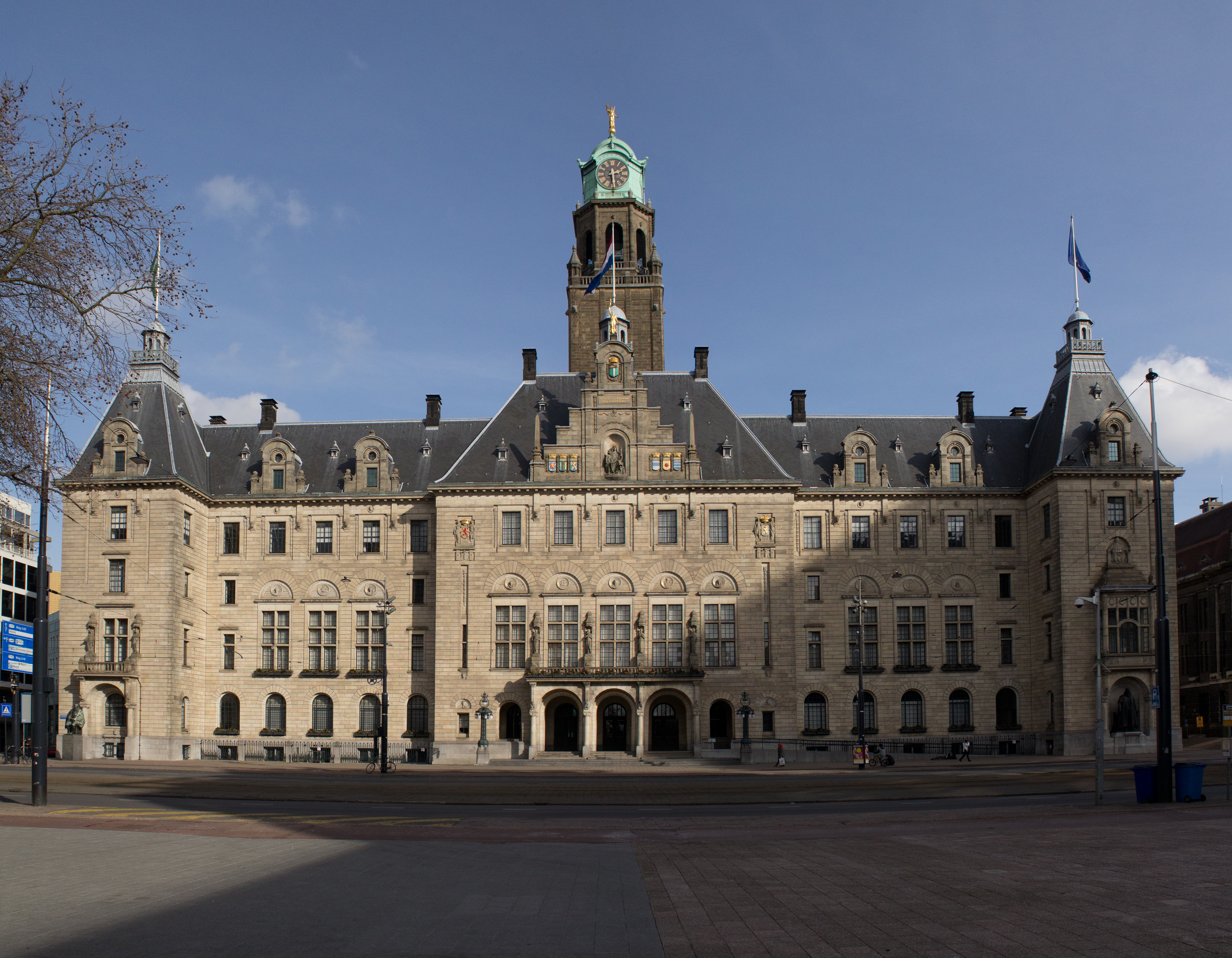
Hôtel de ville
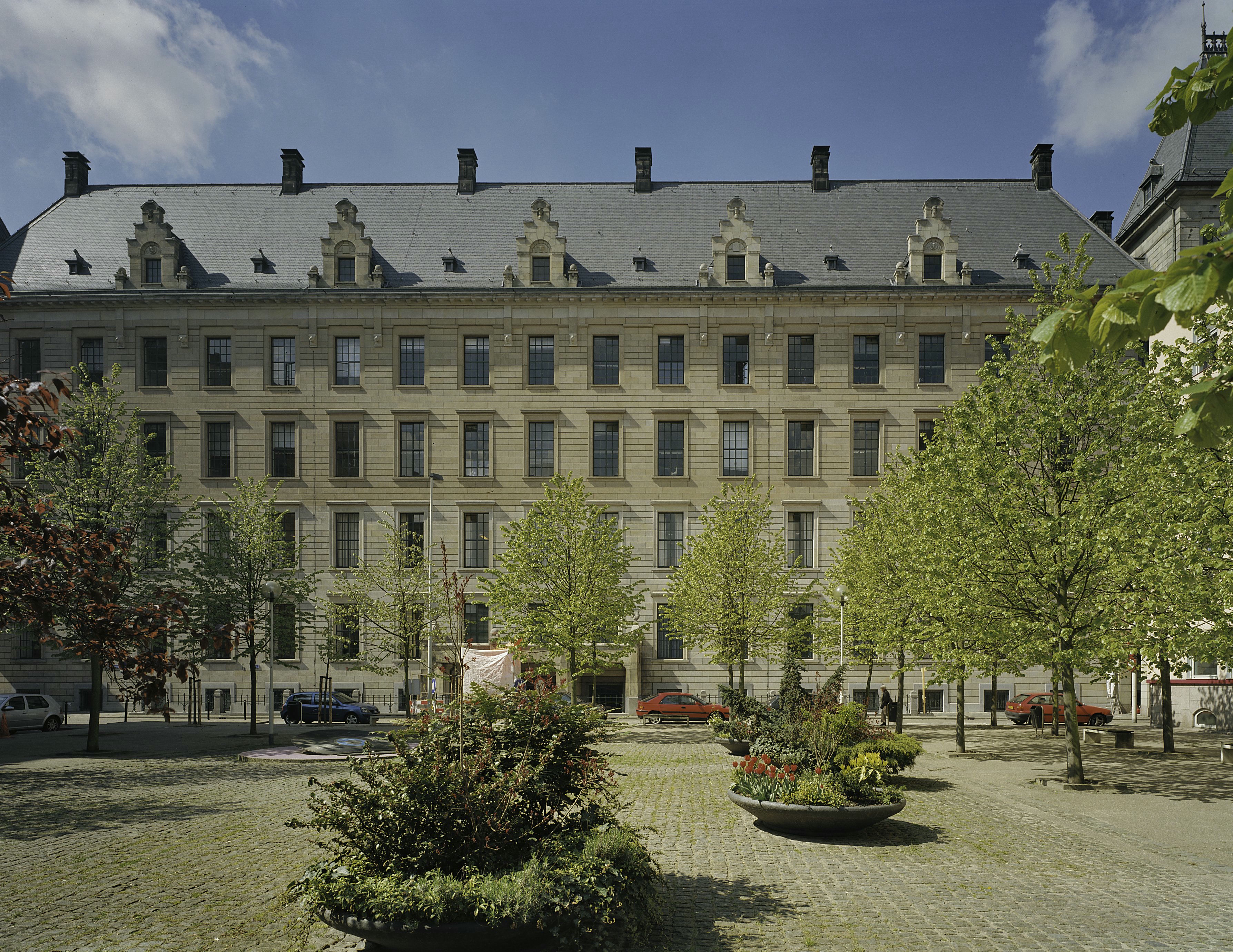
Arrière du bâtiment
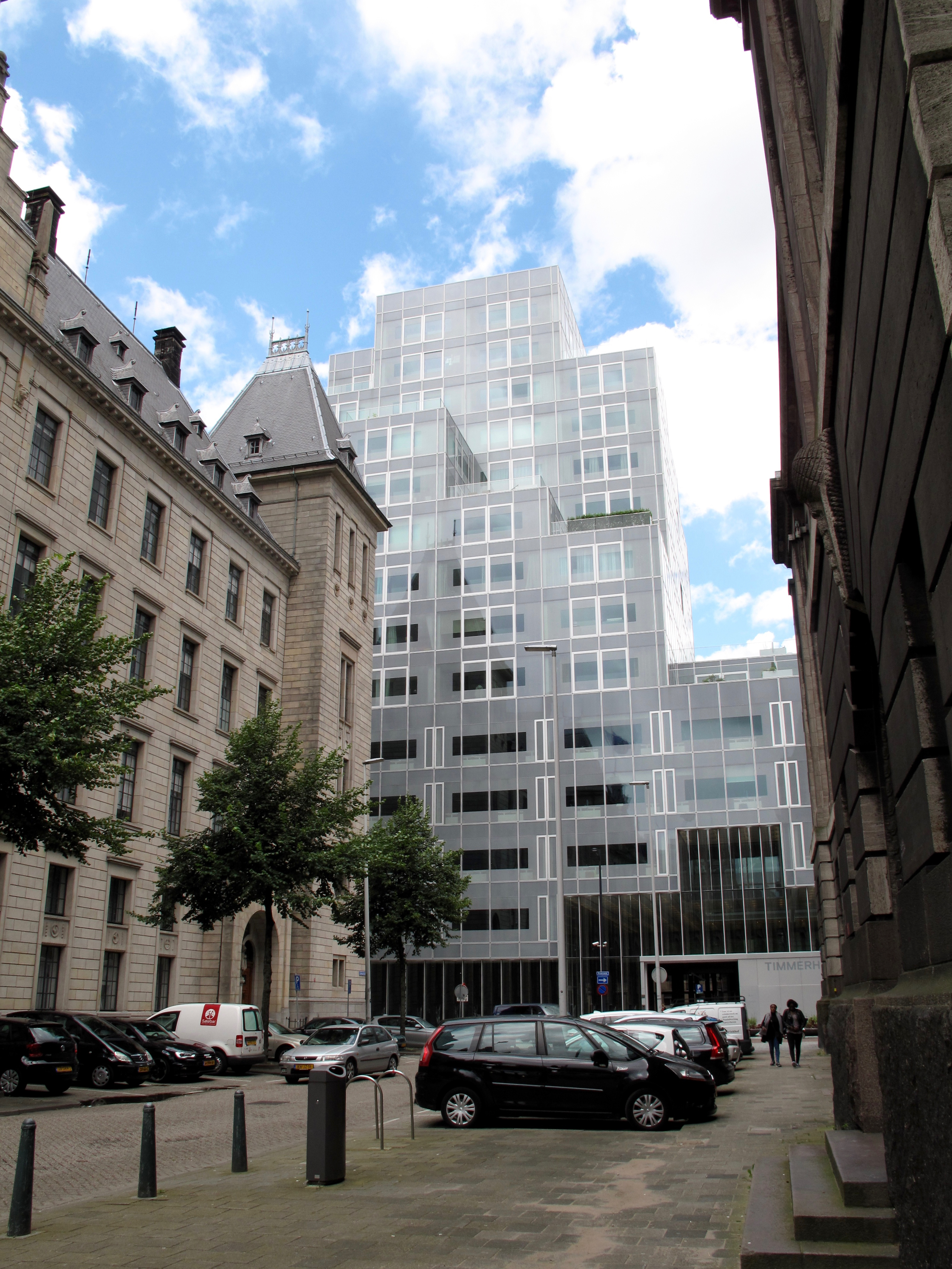
Hôtel de ville (gauche) et Timmerhuis.
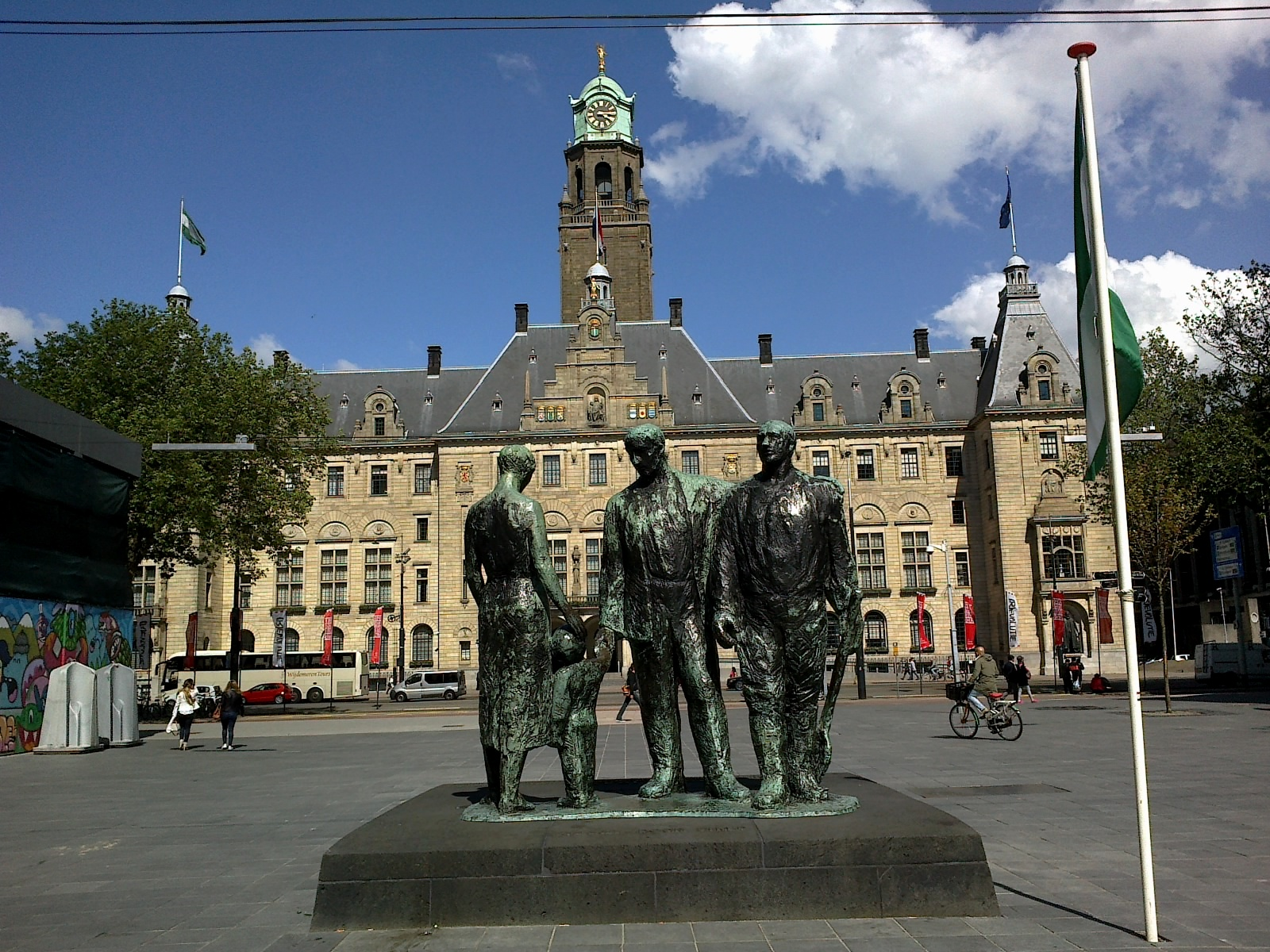
Mémorial, Mari Andriessen